# 宋朝文化

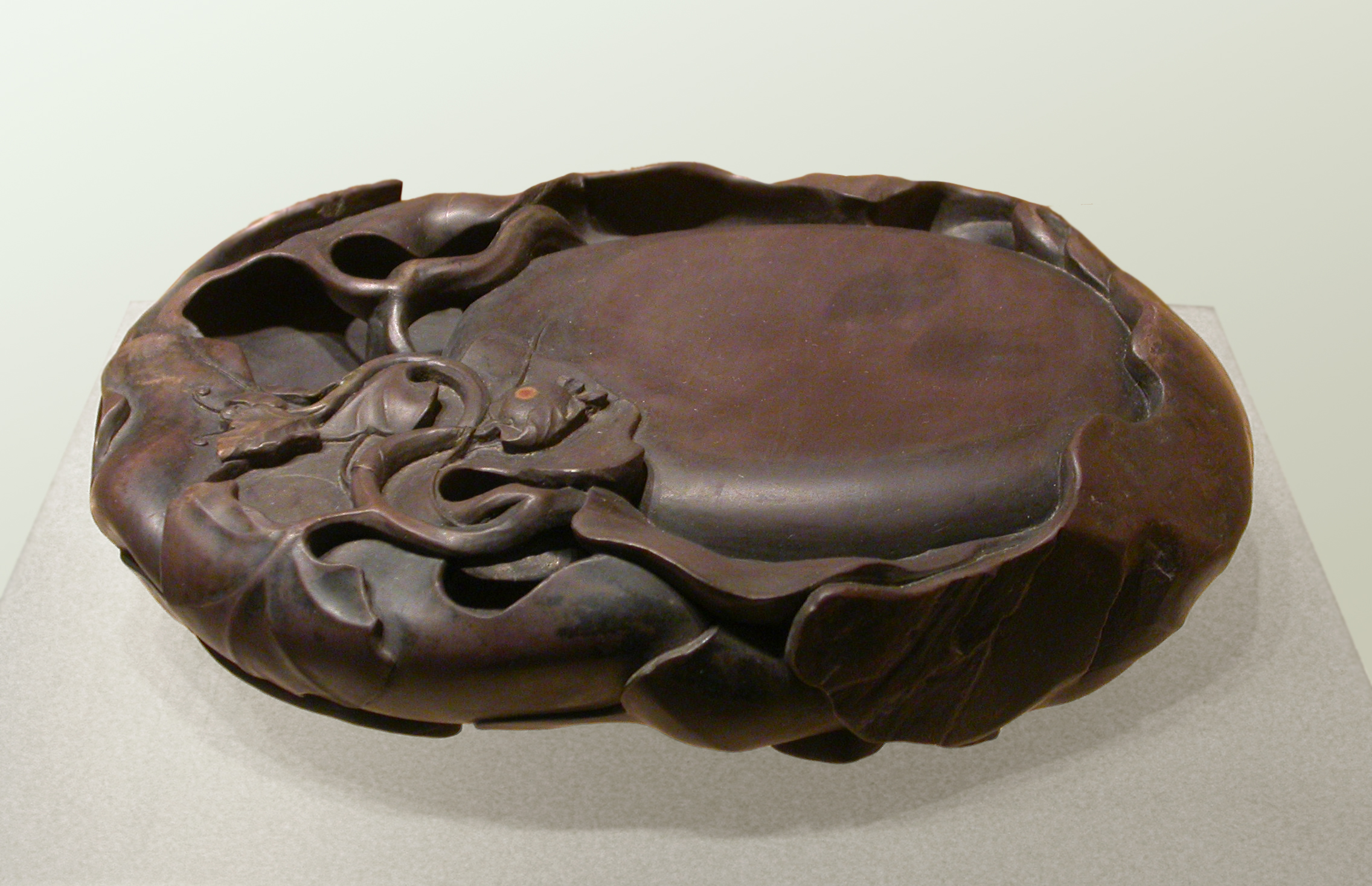
端砚

宋朝文化是中國文化歷史中的豐盛時期，藝術、音樂、文學、哲學各方面都很有成就。為篩選官員而建立的科舉考試推進了教育制度的發展，印刷品的廣泛流創促進了文學的交流與對藝術的鑑賞。與唐朝不同，一般的官員都具有學者、詩人、畫家、政治家的特質，喜愛字畫，善於詩詞，收藏古董。一般百姓鍾愛戲曲，酒家林立菜式繁多，市場充斥衣服鞋物。

## 藝術
中國畫特別是山水畫到了宋代發展已經非常成熟。不僅僅把風景描繪，還強調畫中意境。道家強調陰陽，宋代理學注重天人合一，追求暗藏在社會與自然之間的義理。自宋代，人們懂得製作半透明的瓷器和混合使用搪瓷的青瓷製品。其中龍泉青瓷在宋代已經非常受歡迎。宋代的黑色和紅色漆器都配上以自然山水，歷史人物和簡單的裝飾圖案為題材的精美雕刻。譬如黃地剔紅後赤壁賦圖盤、朱錦地剔黑赤壁賦盤、樓閣人物堆黑盒、醉翁亭朱錦地剔黑盤。雖然鑄銅藝術、瓷器藝術、漆器藝術、玉器雕刻、雕塑、建築、描繪動物的水墨畫受到文人高度評價，但是山水畫仍然為列最高。 山水畫大師掌握了如何構造仔細擬真的近景，並且利用穿插雲間的高山流水製造無限的遠景。
兩宋畫風有別。北宋山水畫多燦爛輝煌轉，質感強烈，時而柔和溫雅，氣勢宏大。在蘇軾的提倡下，慢慢走向最求自我表現，追求意境，務求神似。南渡後，多描繪秀麗江南山水景色，構圖簡約，但花鳥畫則更趨嚴謹精緻。

### 字畫
宋代繪畫藝術風格受宋代理學影響，從花鳥看精密佈局，所以注重寫實。花鳥畫代表作品，有崔白的《雙喜圖》，兔鳥呼應，葉草同指一方，暗射秋風蕭瑟，還有趙昌的《歲朝圖》，李迪的《雞雛待飼圖》，林椿的《果熟來禽圖》，李嵩的《花籃圖》。 山水畫的代表作品有李成的《寒林平野》，范寬的《谿山行旅圖》，燕文貴的《溪山樓觀圖》。

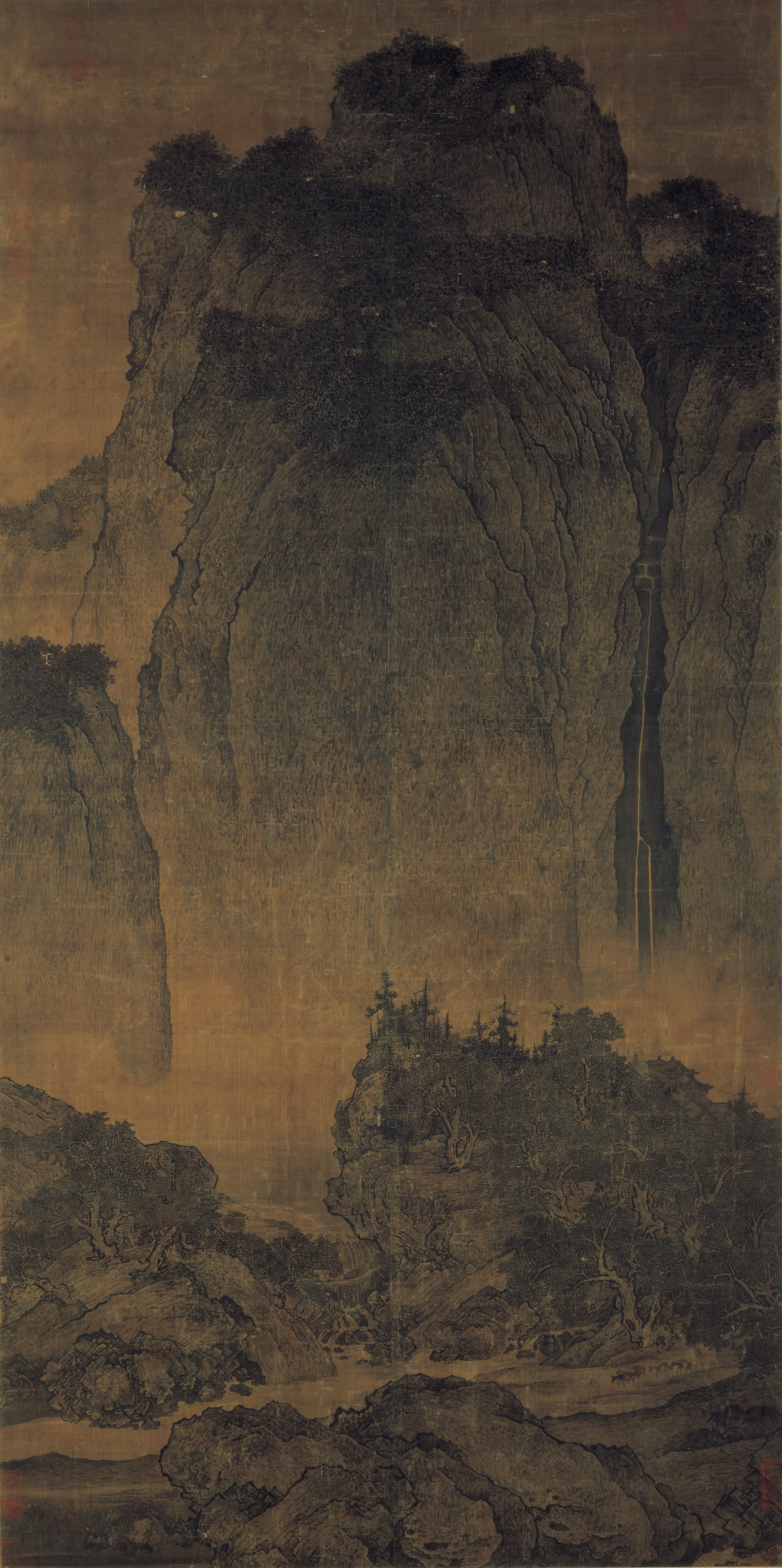
北宋范寬的《谿山行旅圖》
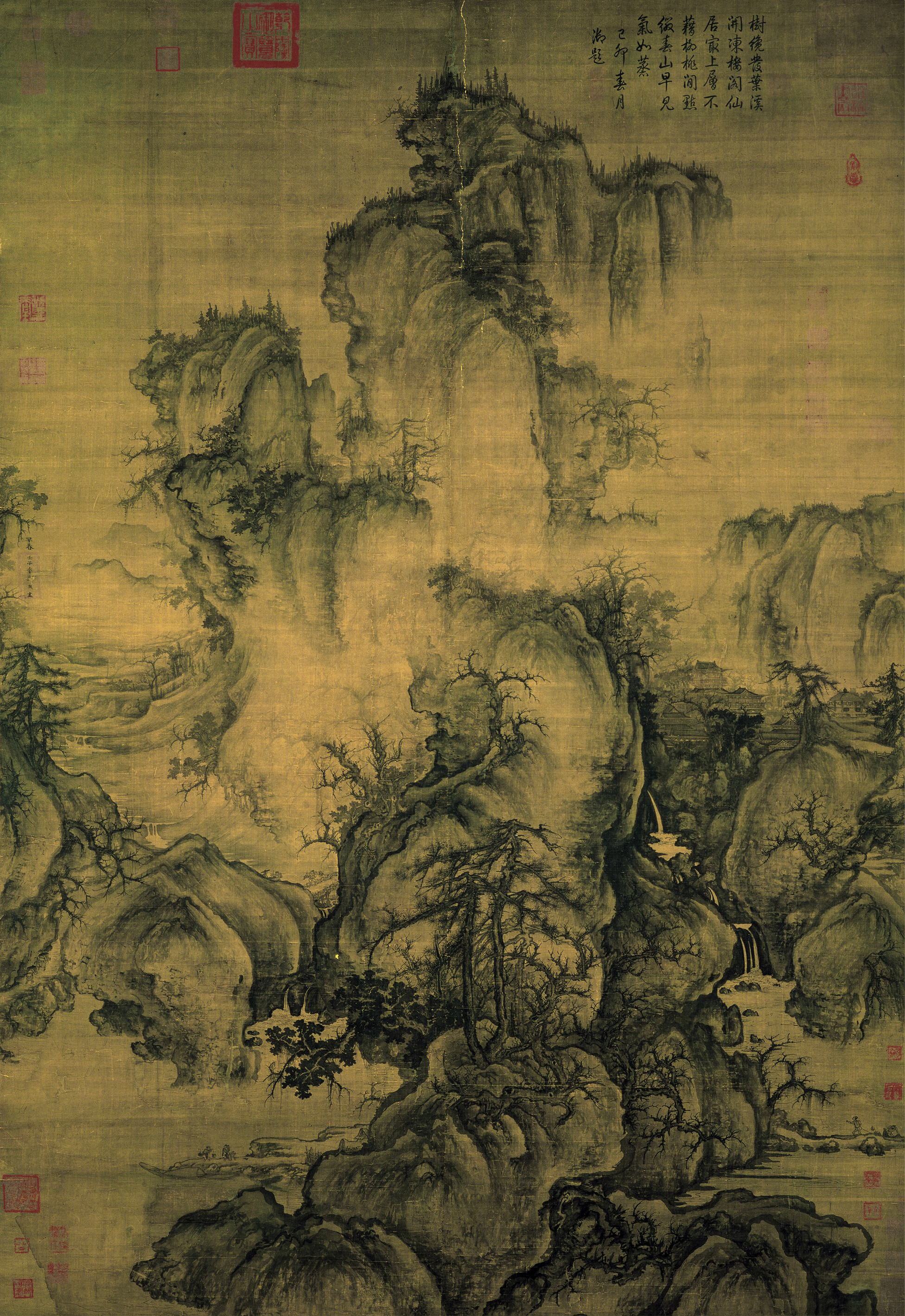
郭熙（約1023年—約1085年）於1072年所作《早春圖》
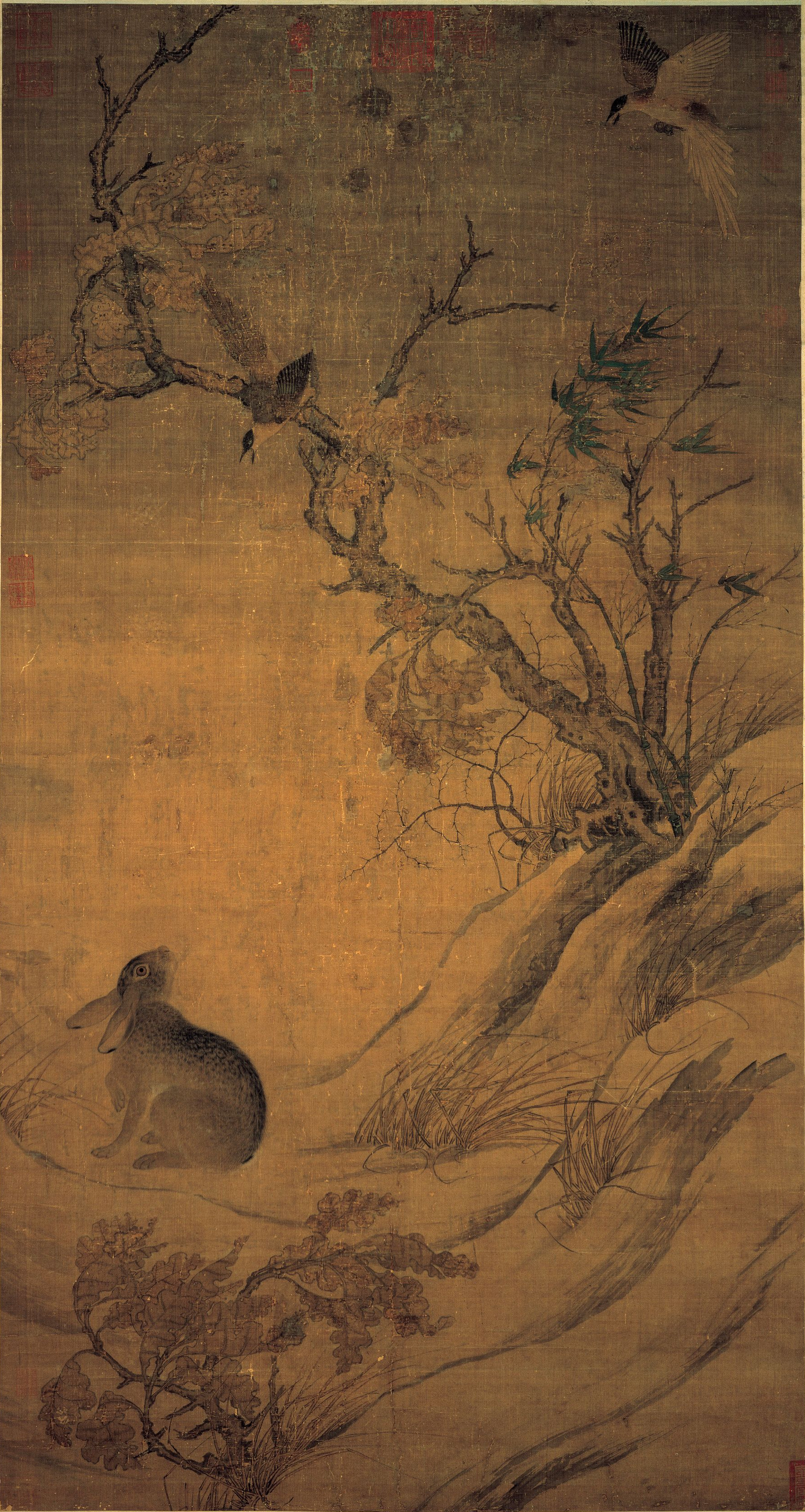
宋朝崔白《雙喜圖》
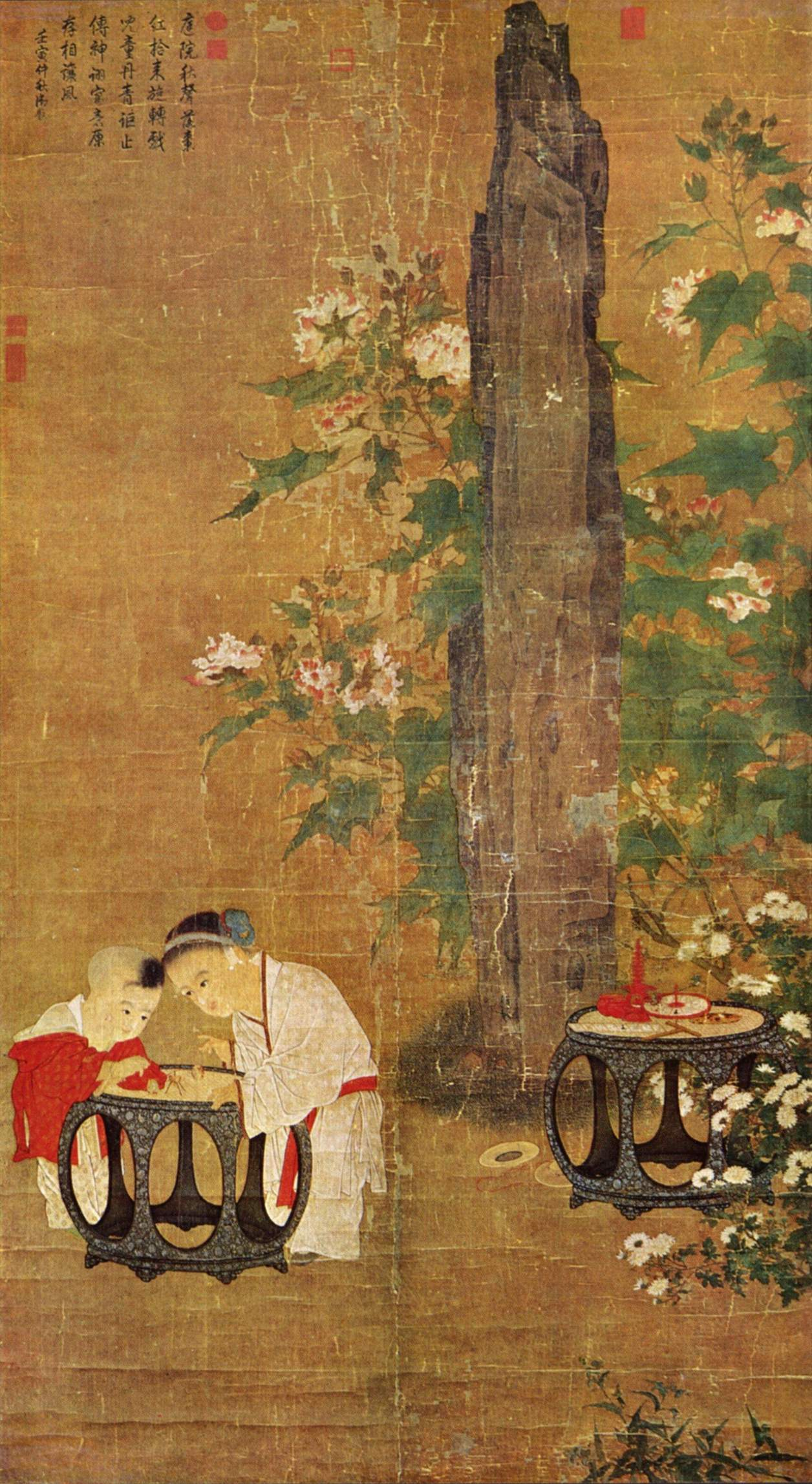
《秋庭嬰戲圖》,宋／蘇漢臣(1150)
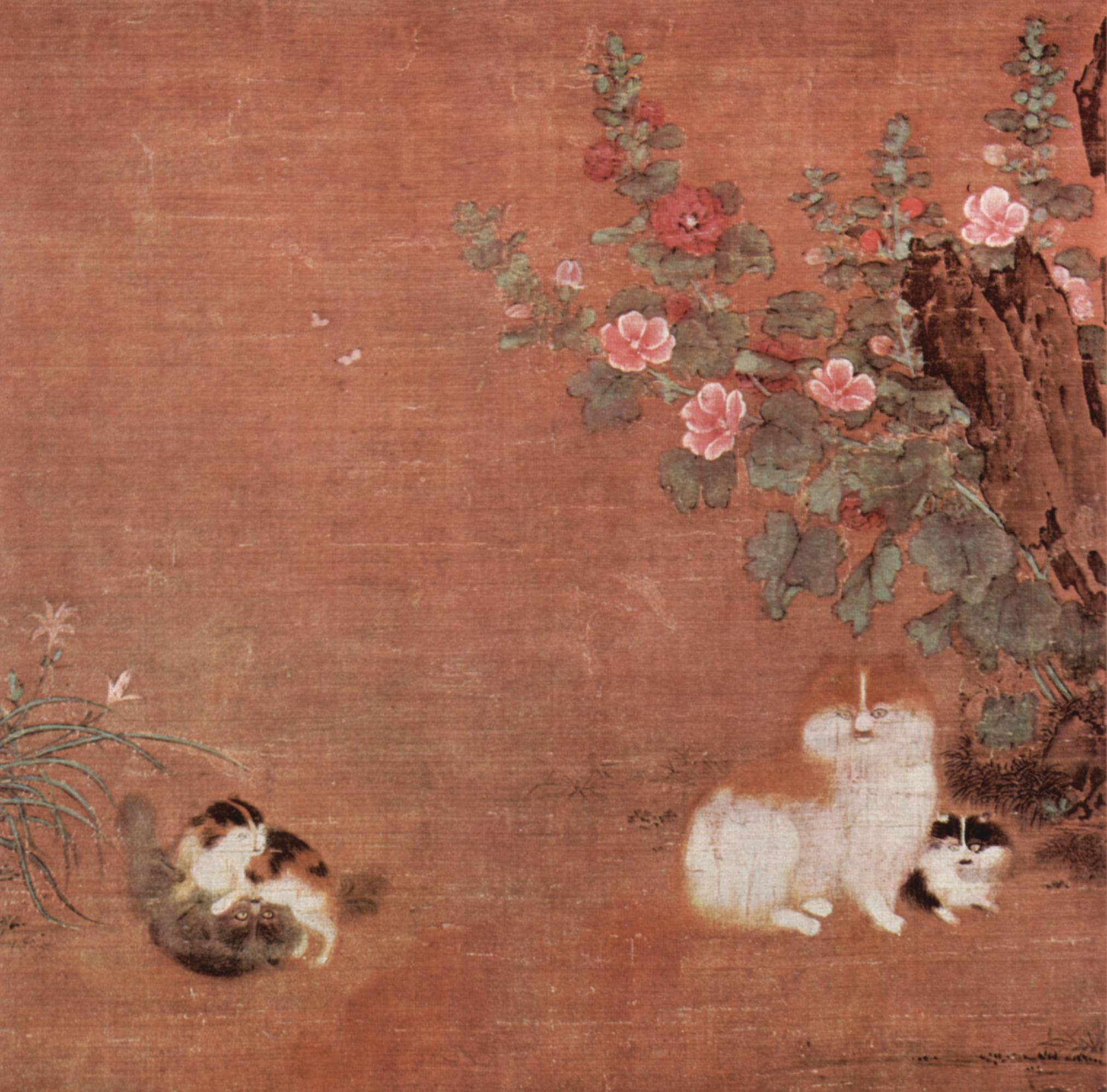
毛益於12世紀所繪《蜀葵遊貓圖》
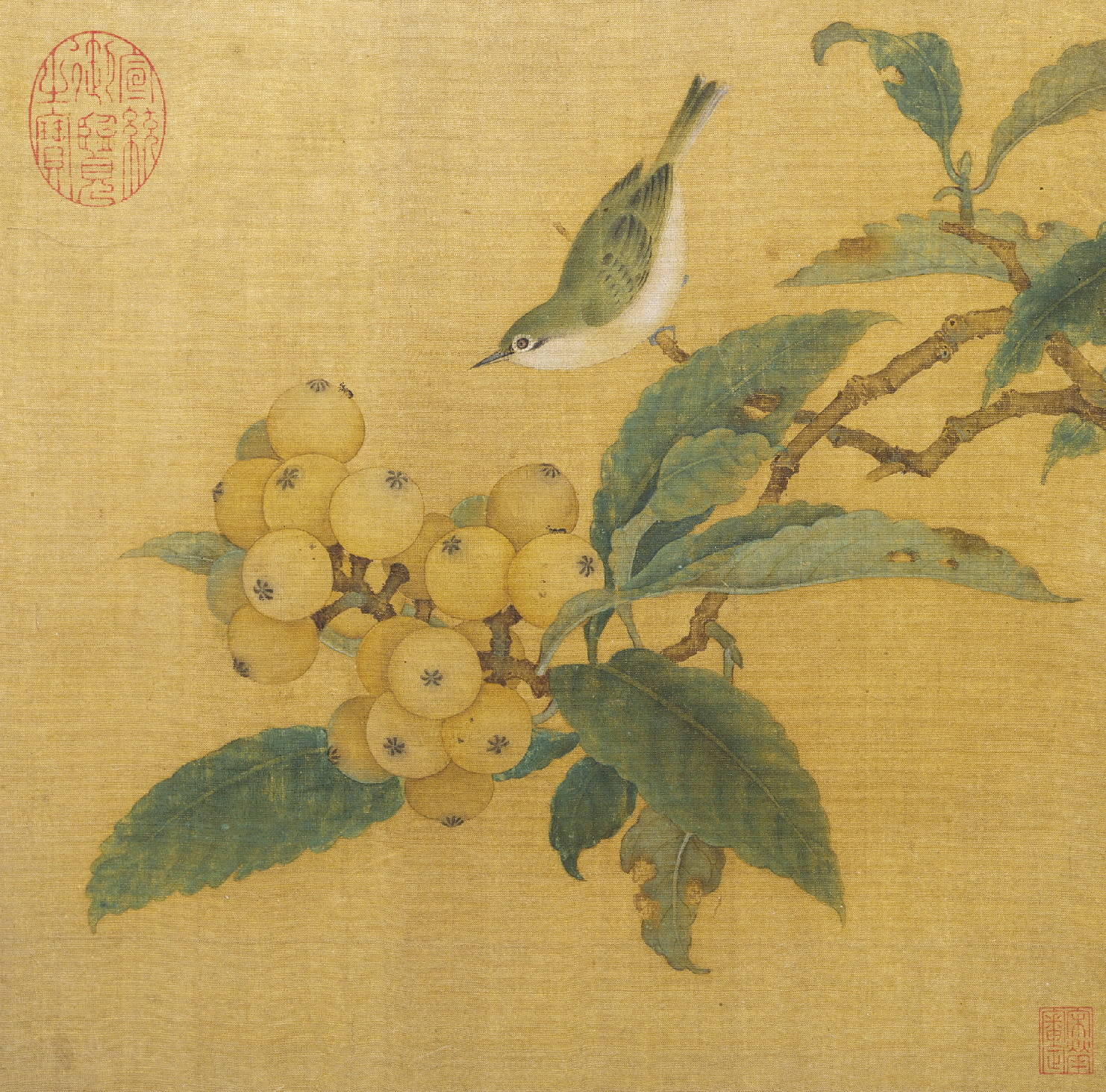
南宋《枇杷山鳥圖》，作者不詳
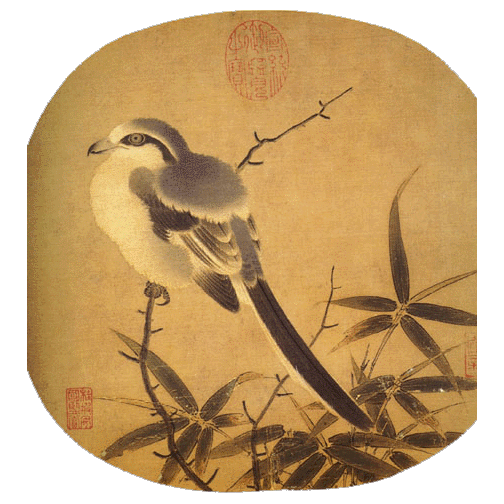
李安忠《竹鳩圖》，12世紀中葉早期繪
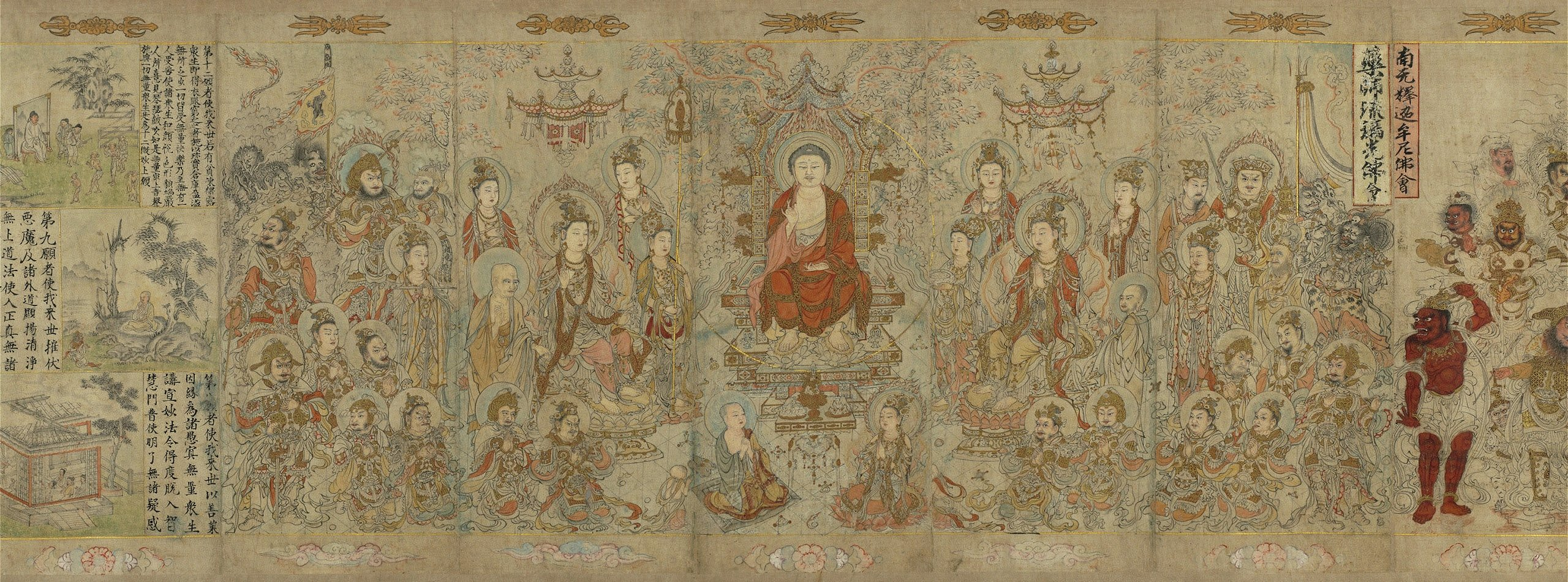
雲南大理國在1173年—1176年間由張勝溫等人繪制的《梵像卷》中的釋迦佛會，現藏於臺北故宮博物院
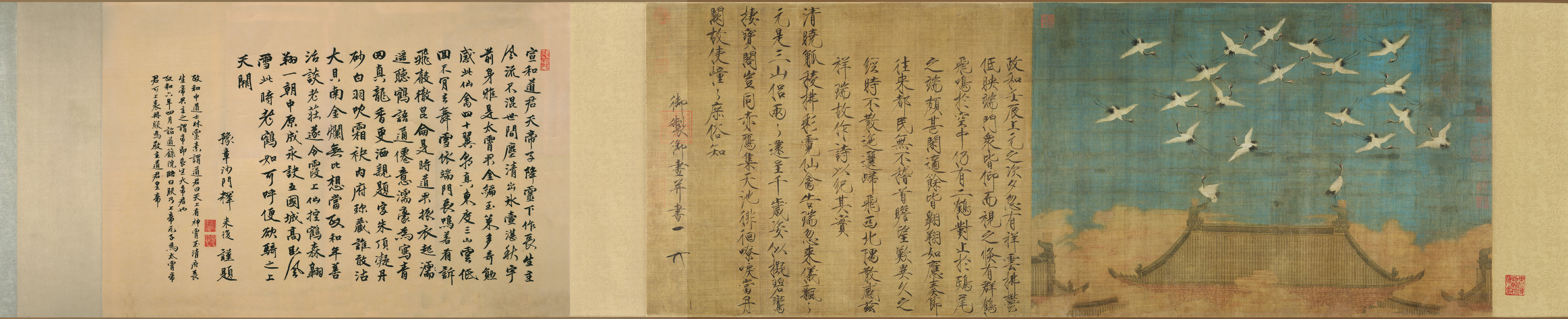
宋徽宗的《瑞鶴圖》 (1112年)
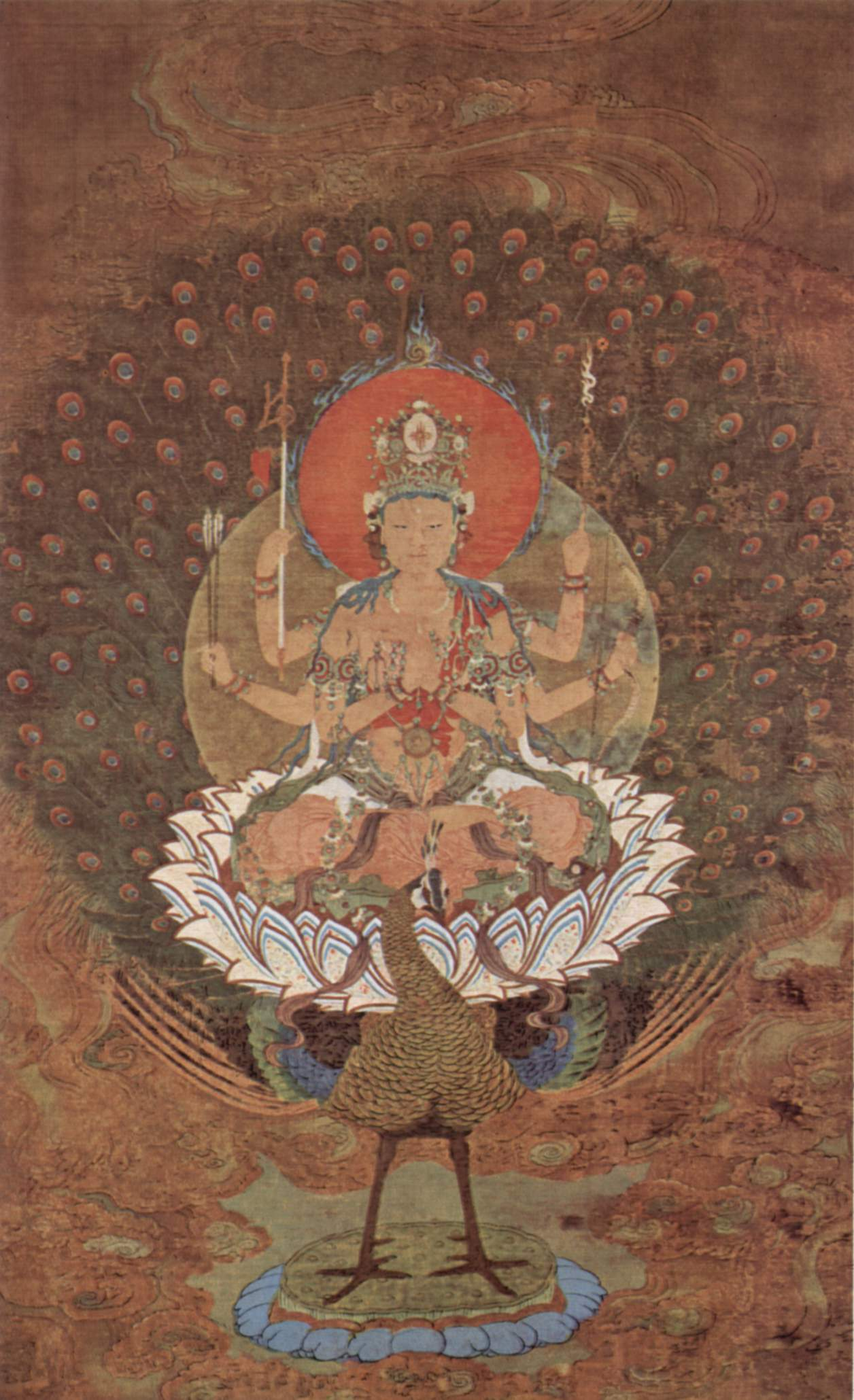
宋朝11世紀的孔雀明王畫像，現藏於日本京都仁和寺
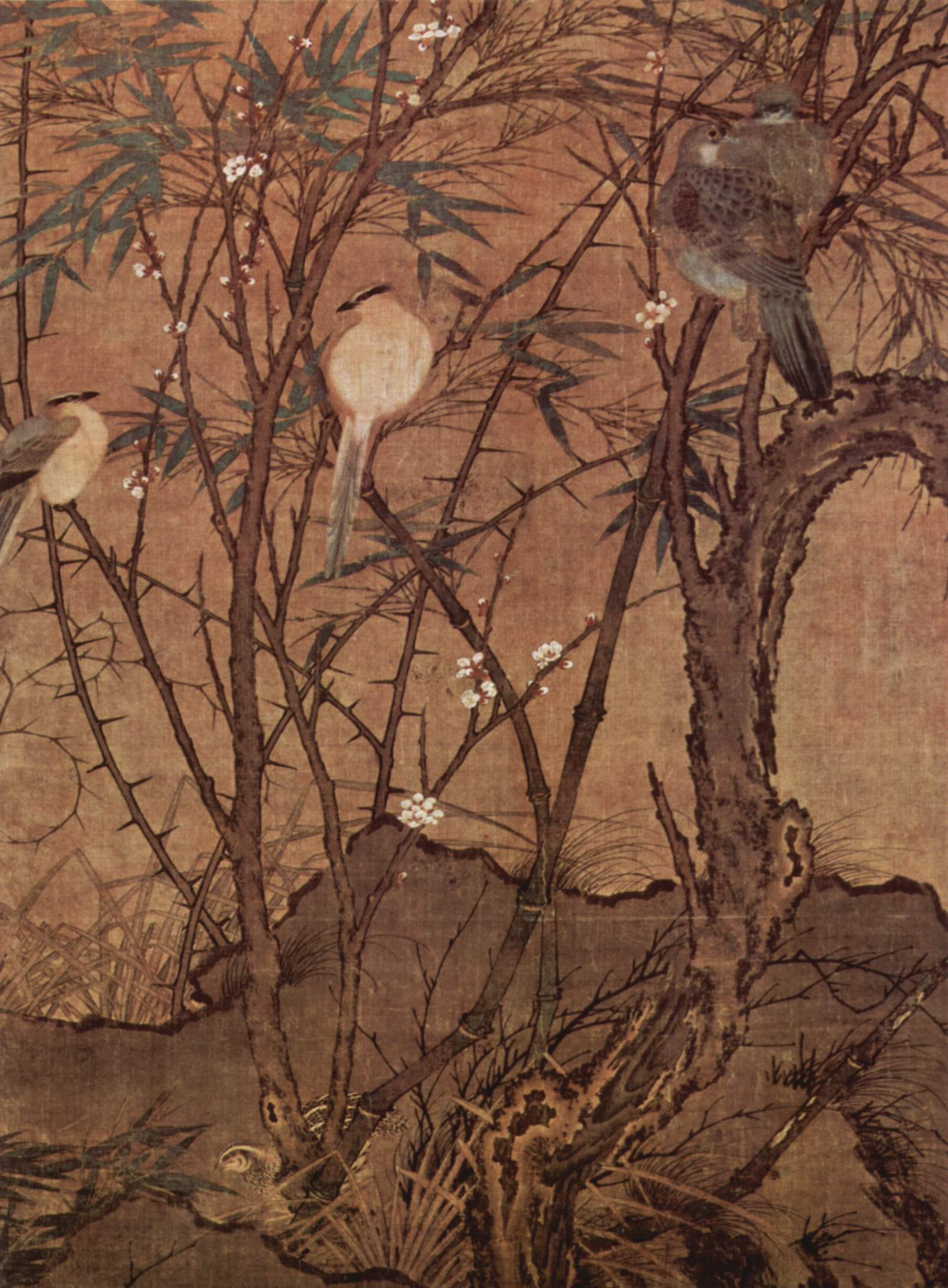
繪於北宋12世紀的《梅竹聚禽圖》，作者不詳
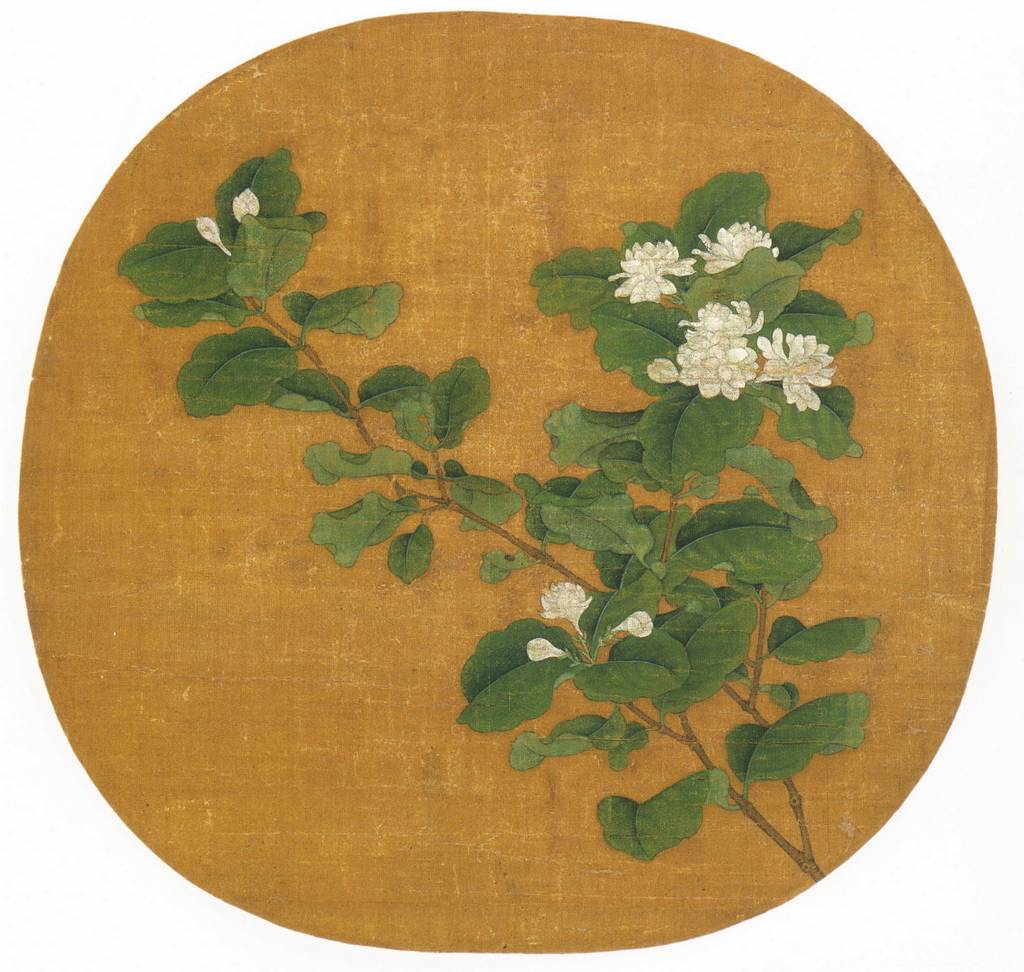
12世紀初北宋趙昌所繪絹彩《茉莉花圖》，現存於中華人民共和國上海博物館
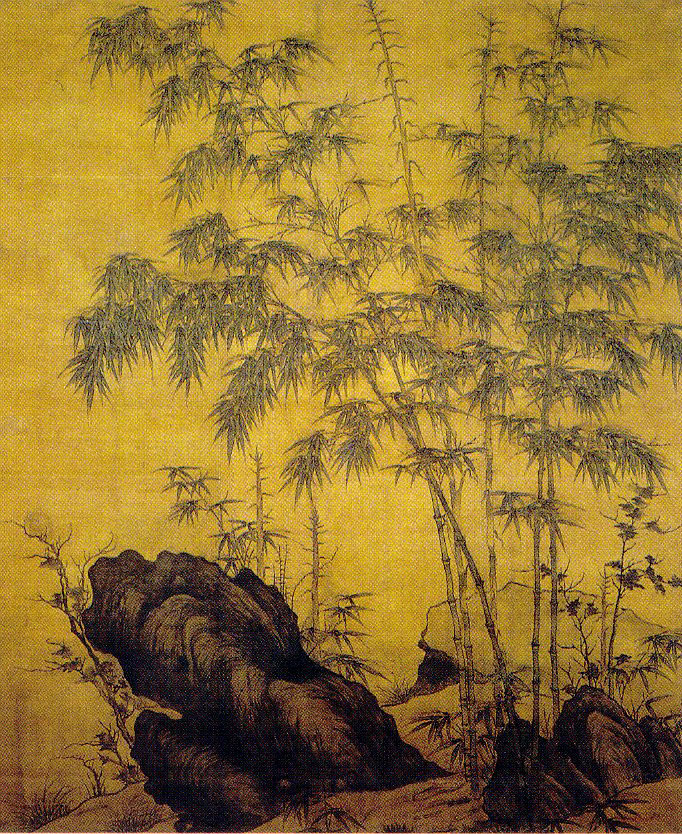
李衎（1244年－1320年）《竹石圖》
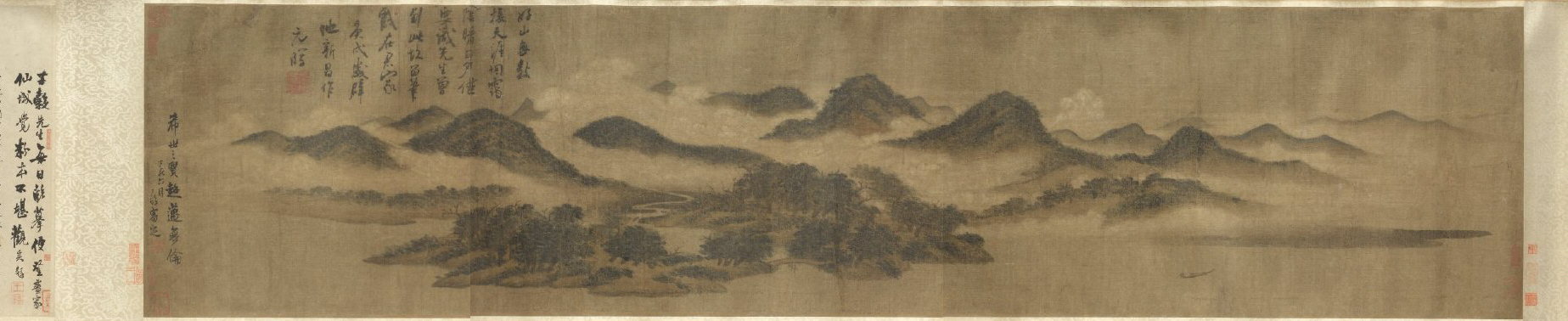
米芾之子米友仁於1130年所繪《雲山圖》
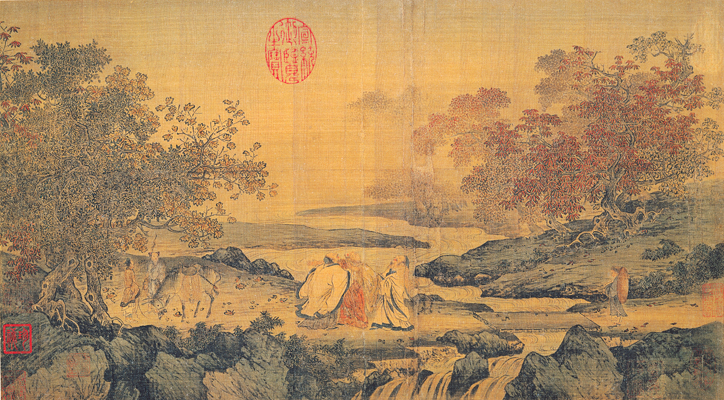
繪於12世紀的《虎溪三笑圖》，帶有南宋李唐畫風
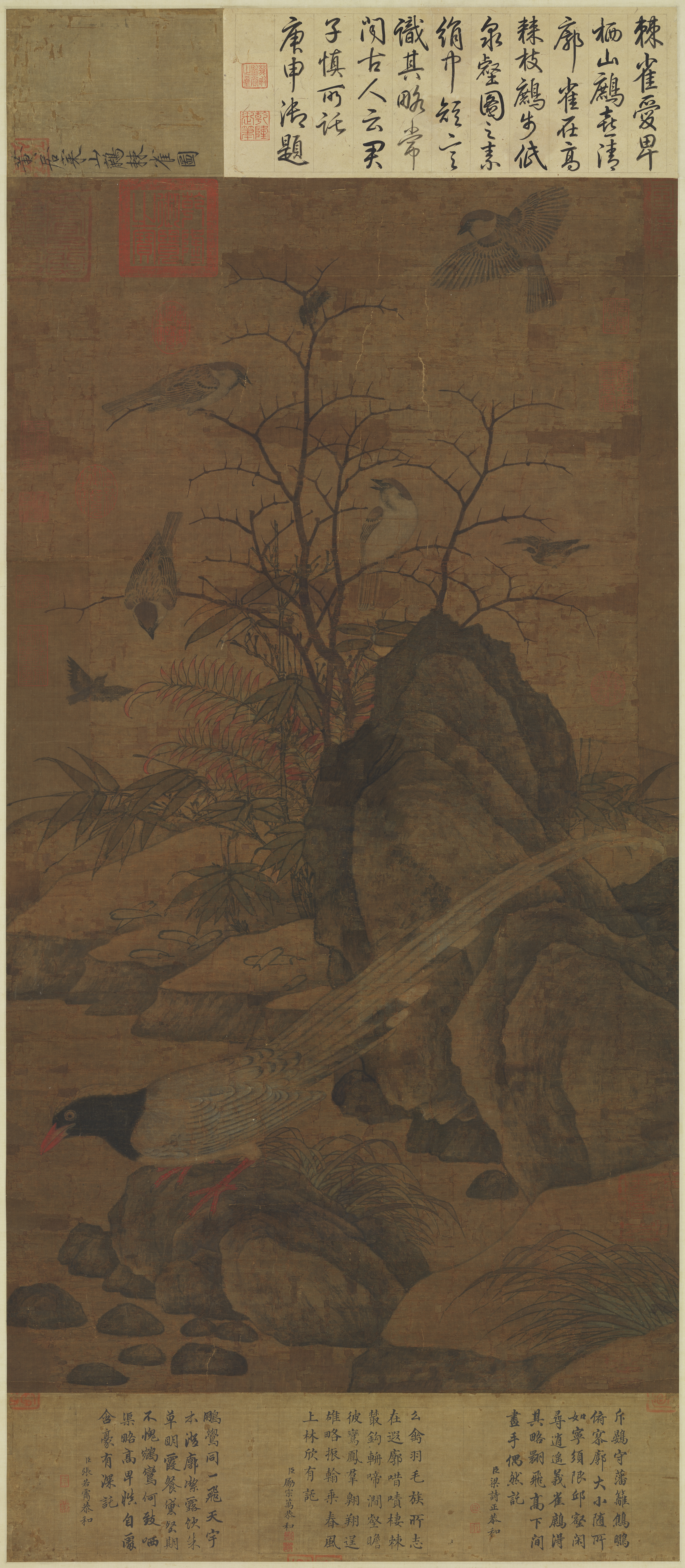
黃居寀（933－993以后）《山鷓棘雀圖》
宋寧宗恭聖皇楊氏官方繪像
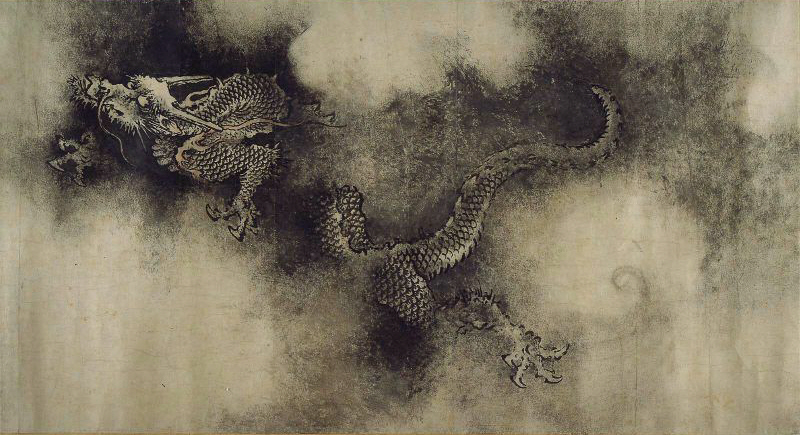
陳容《九龍圖》局部，繪於1244年
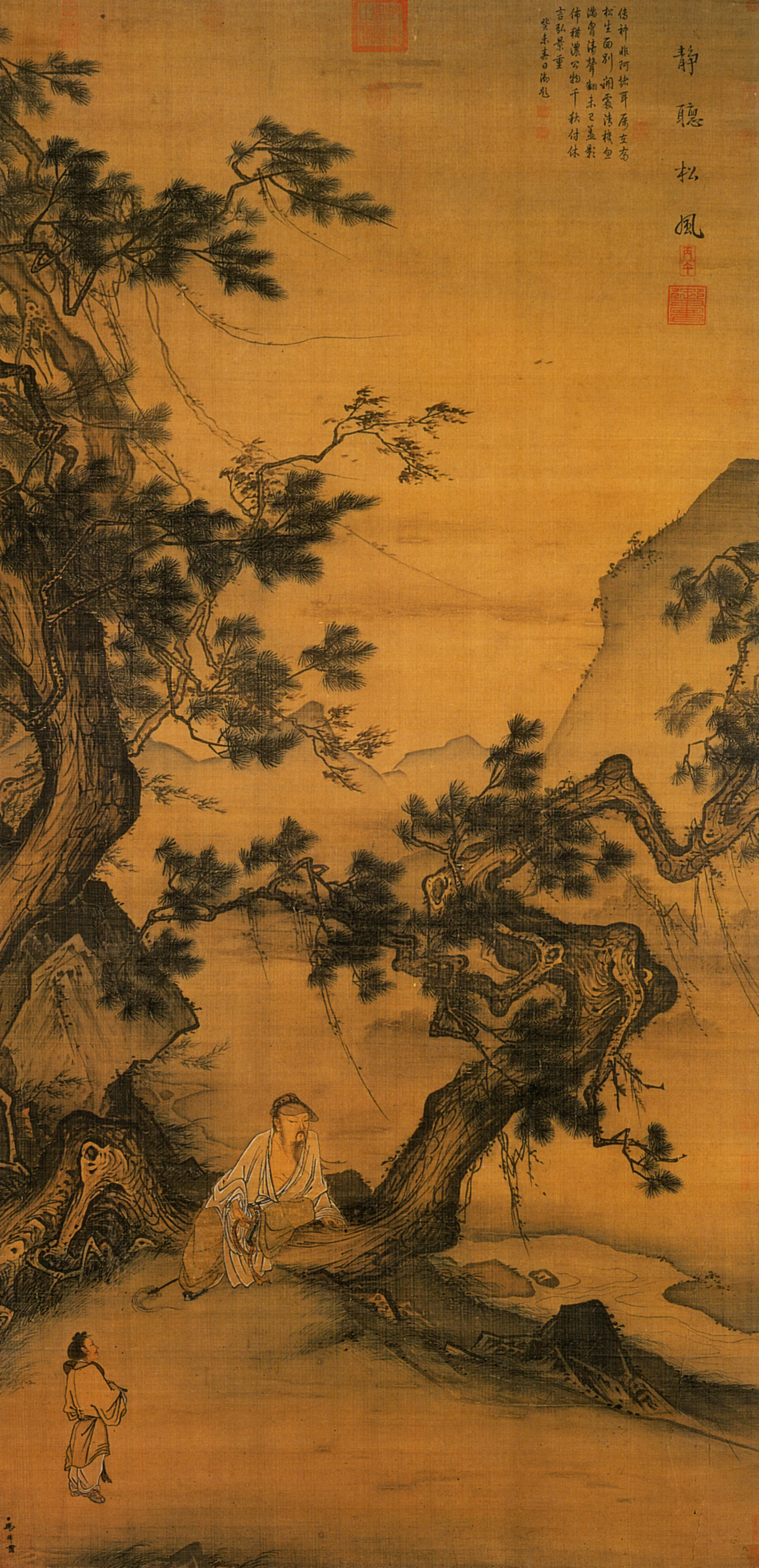
馬麟《靜聽松風圖》，1246年繪
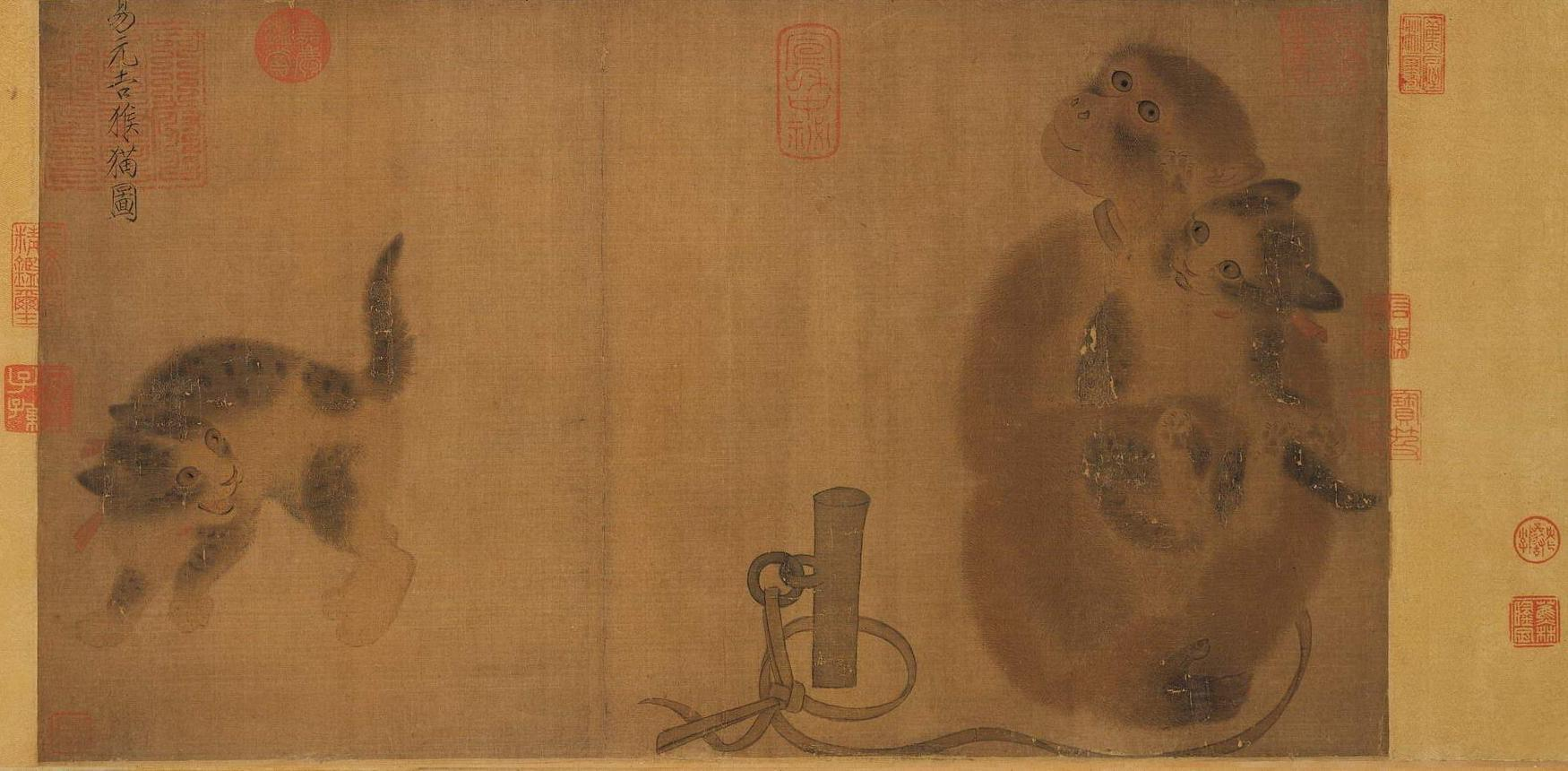
易元吉於11世紀所繪《猴貓圖》
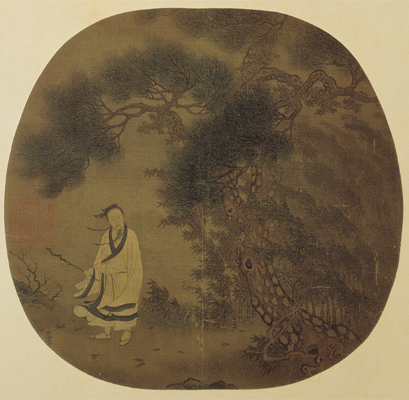
許道寧於11世紀所繪《松下曳杖图》
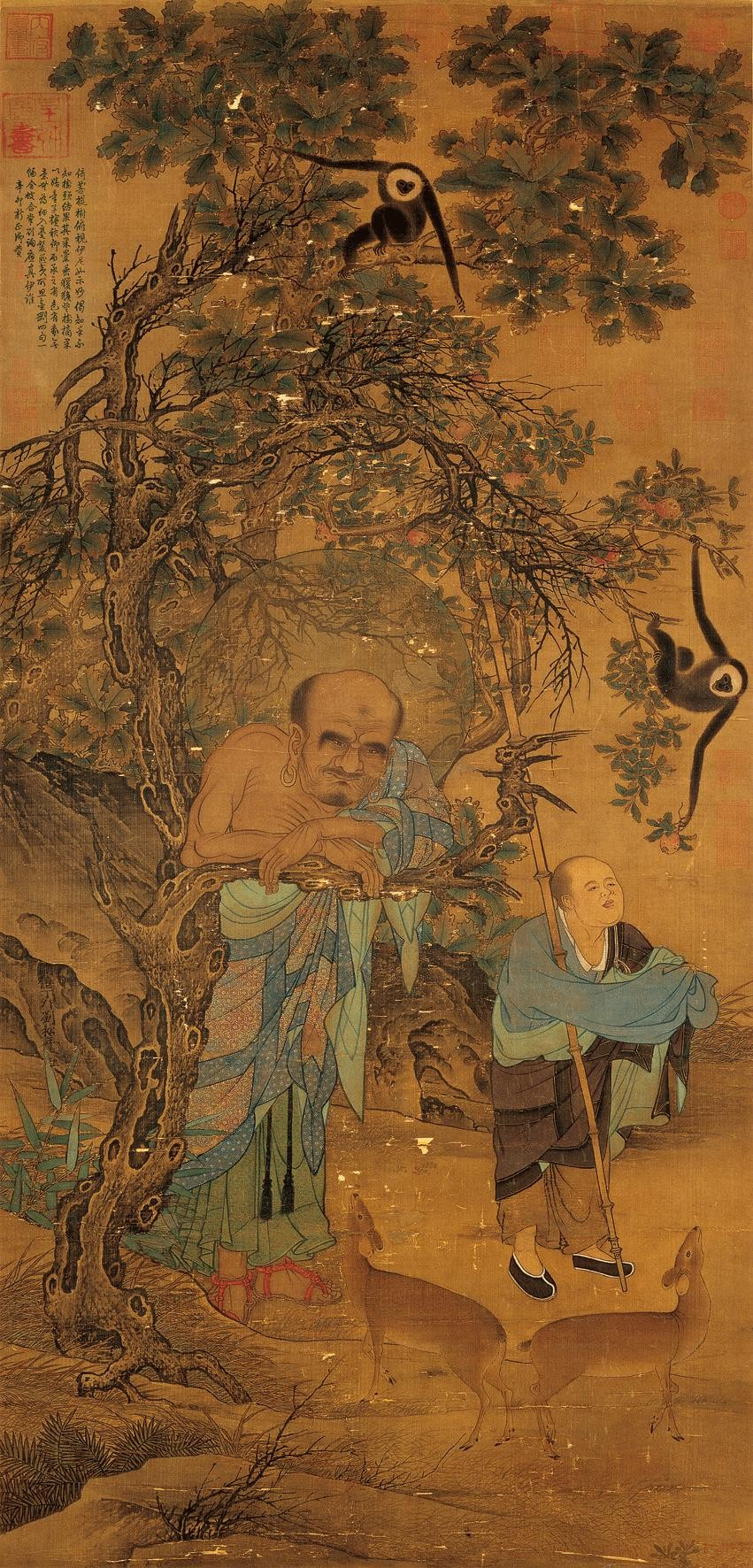
劉松年於12世紀末13世紀初所繪《羅漢圖》
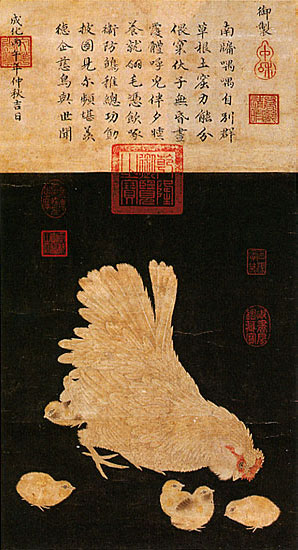
宋《子母雞圖》，作者不詳

### 陶瓷

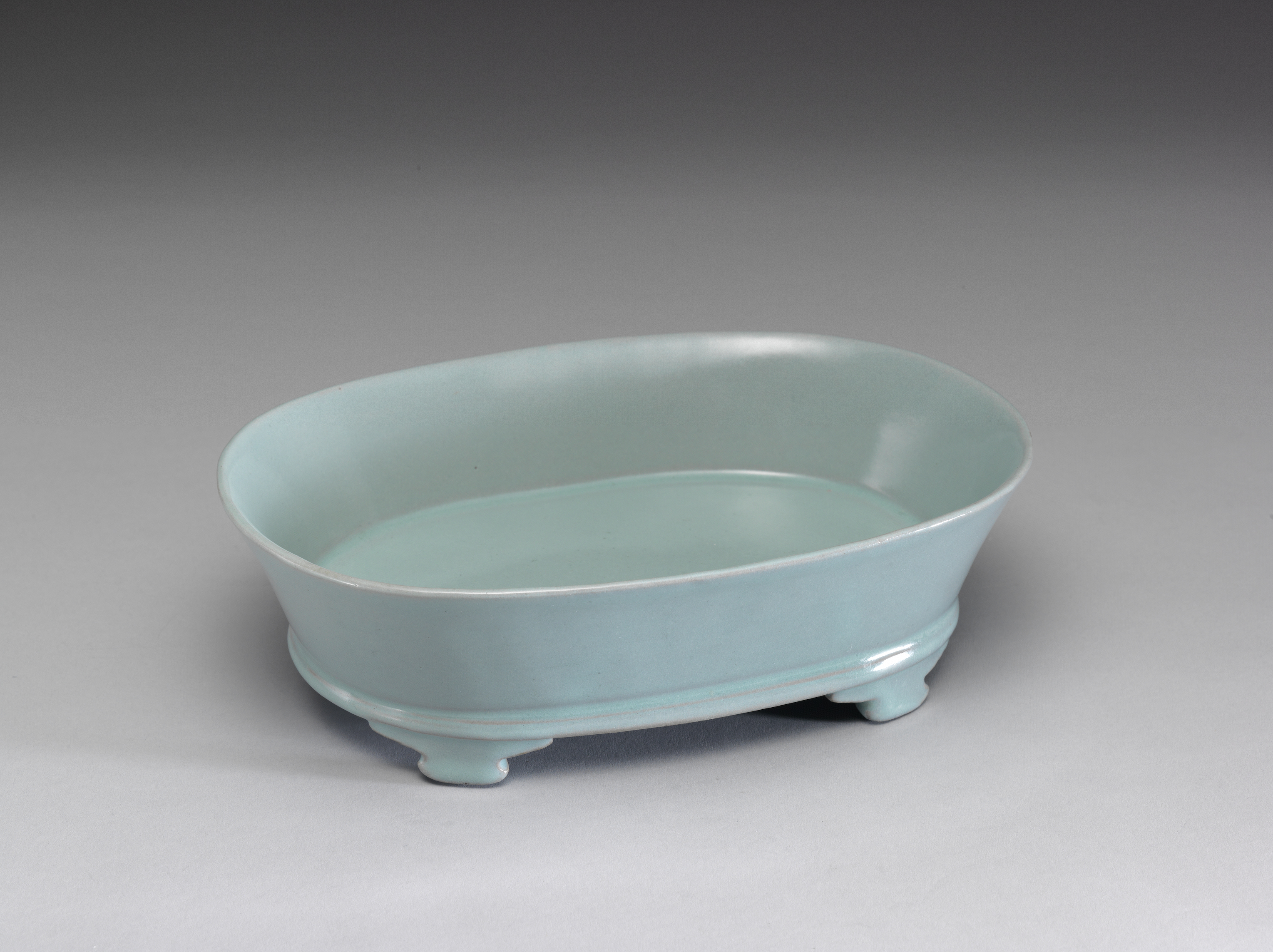
北宋汝窯青瓷無紋水仙盆（國立故宮博物院藏）
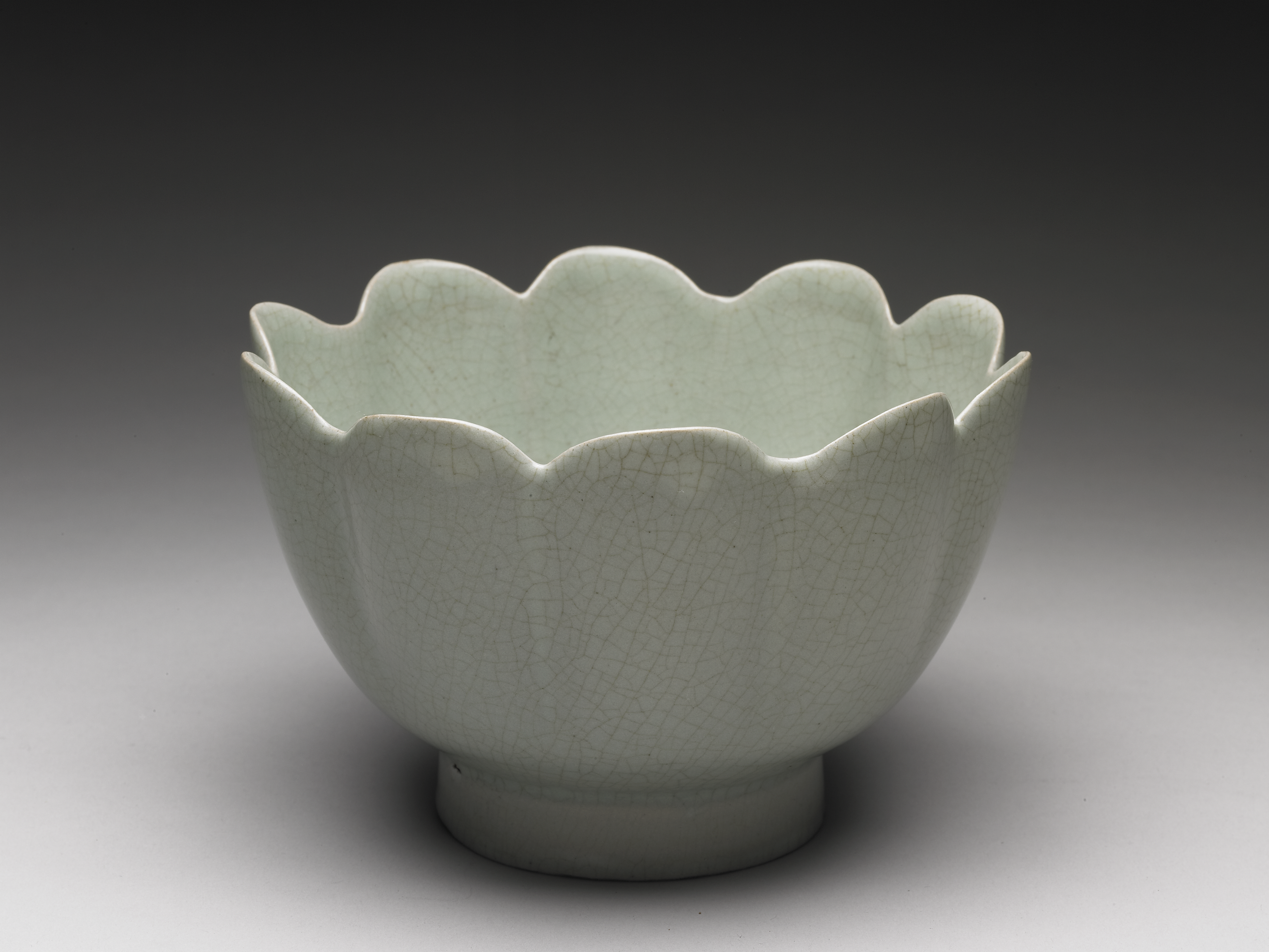
北宋汝窯青瓷蓮花式溫碗（國立故宮博物院藏）
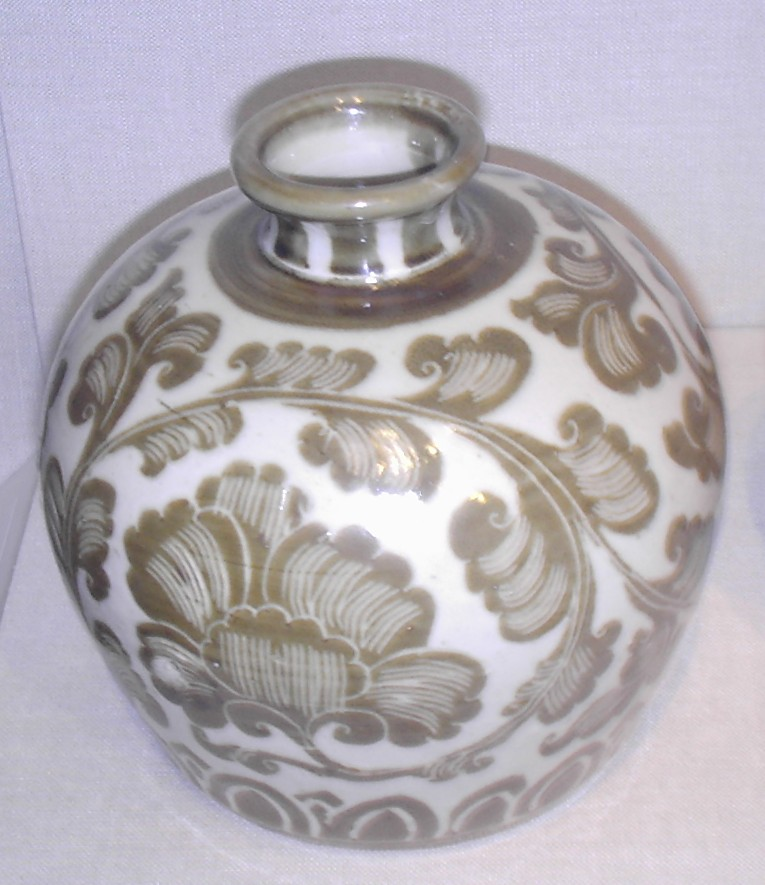
宋朝白瓷壺
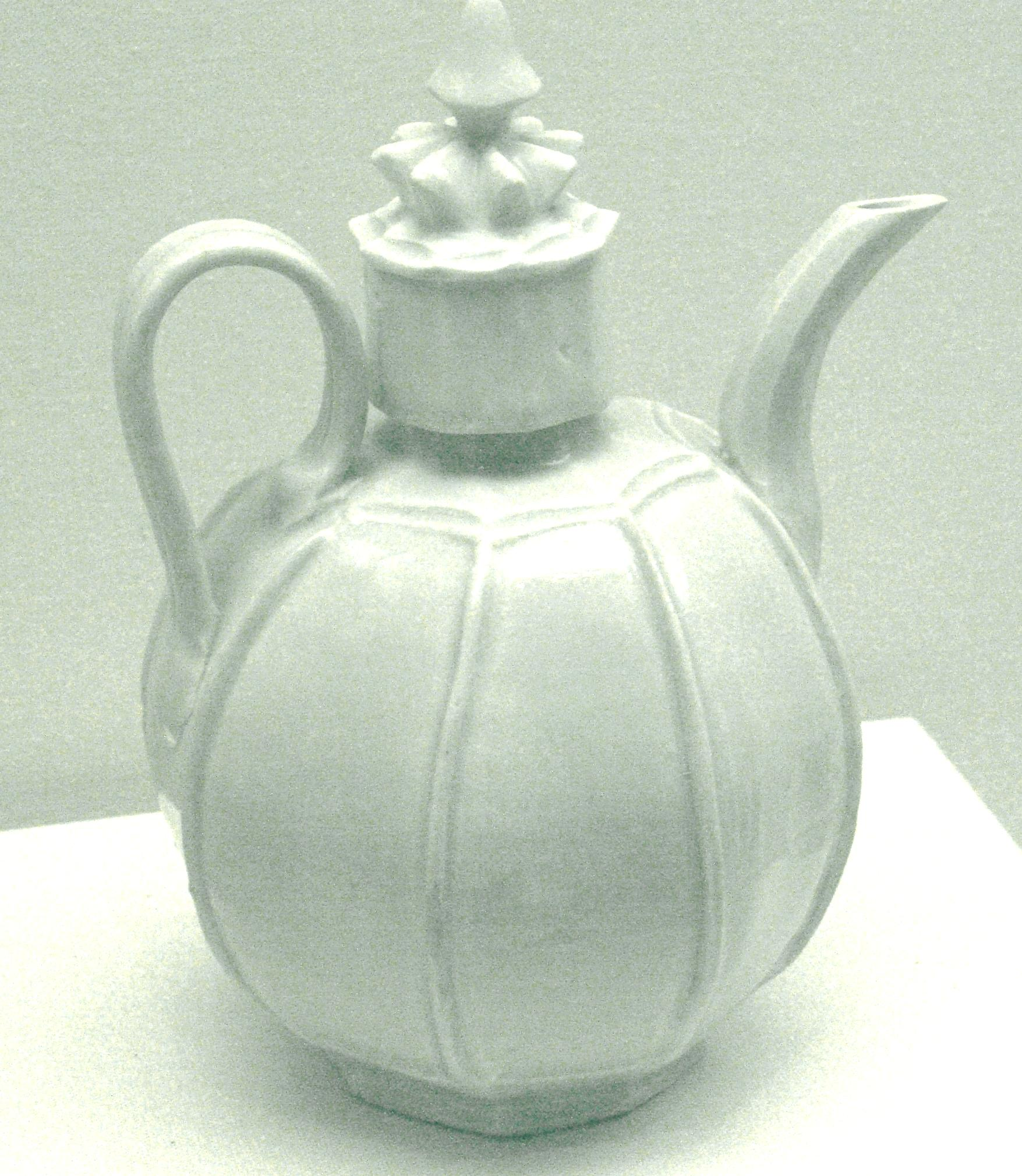
來自景德鎮的青白瓷茶壺
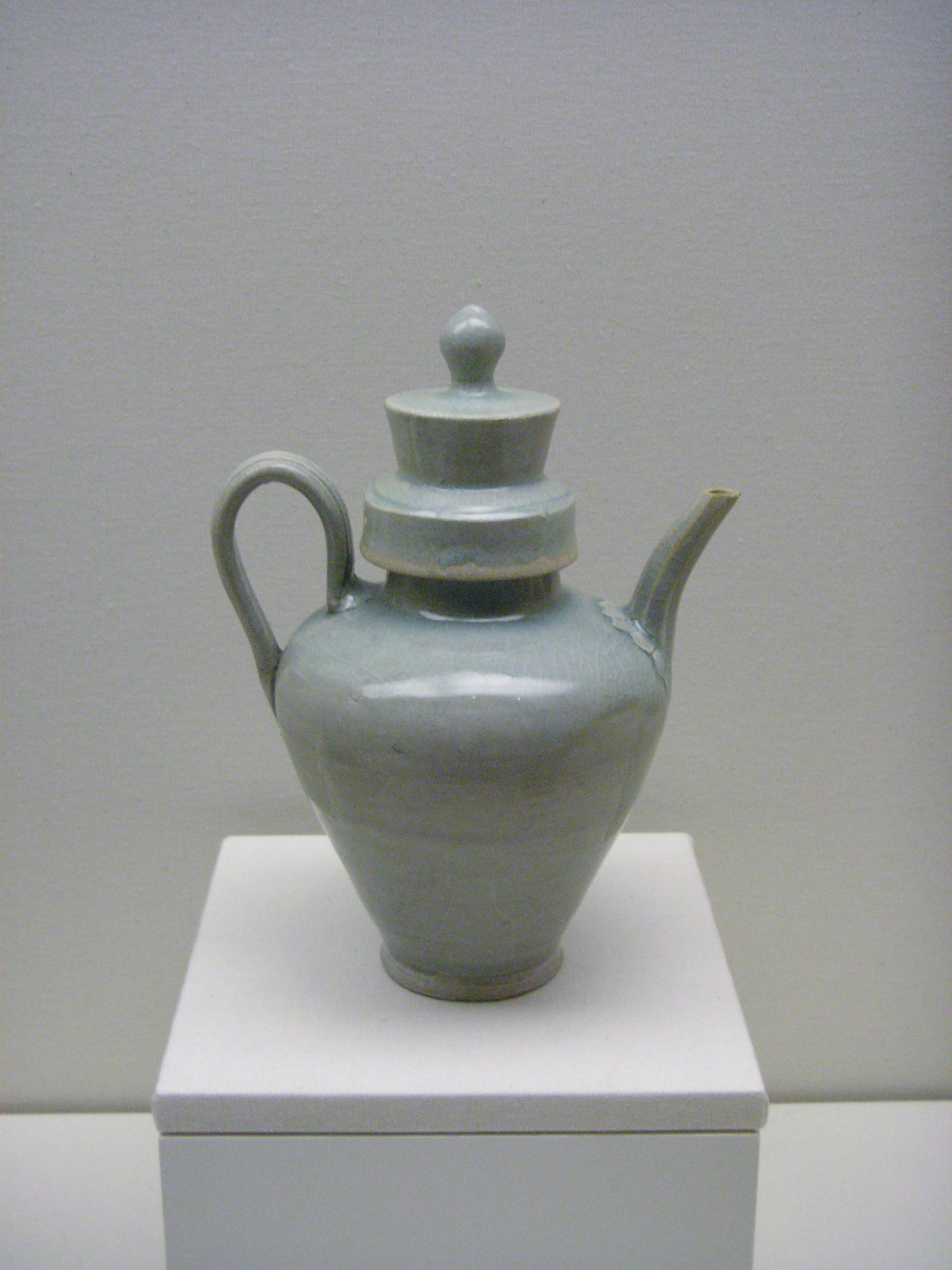
北宋青鈾陶壺
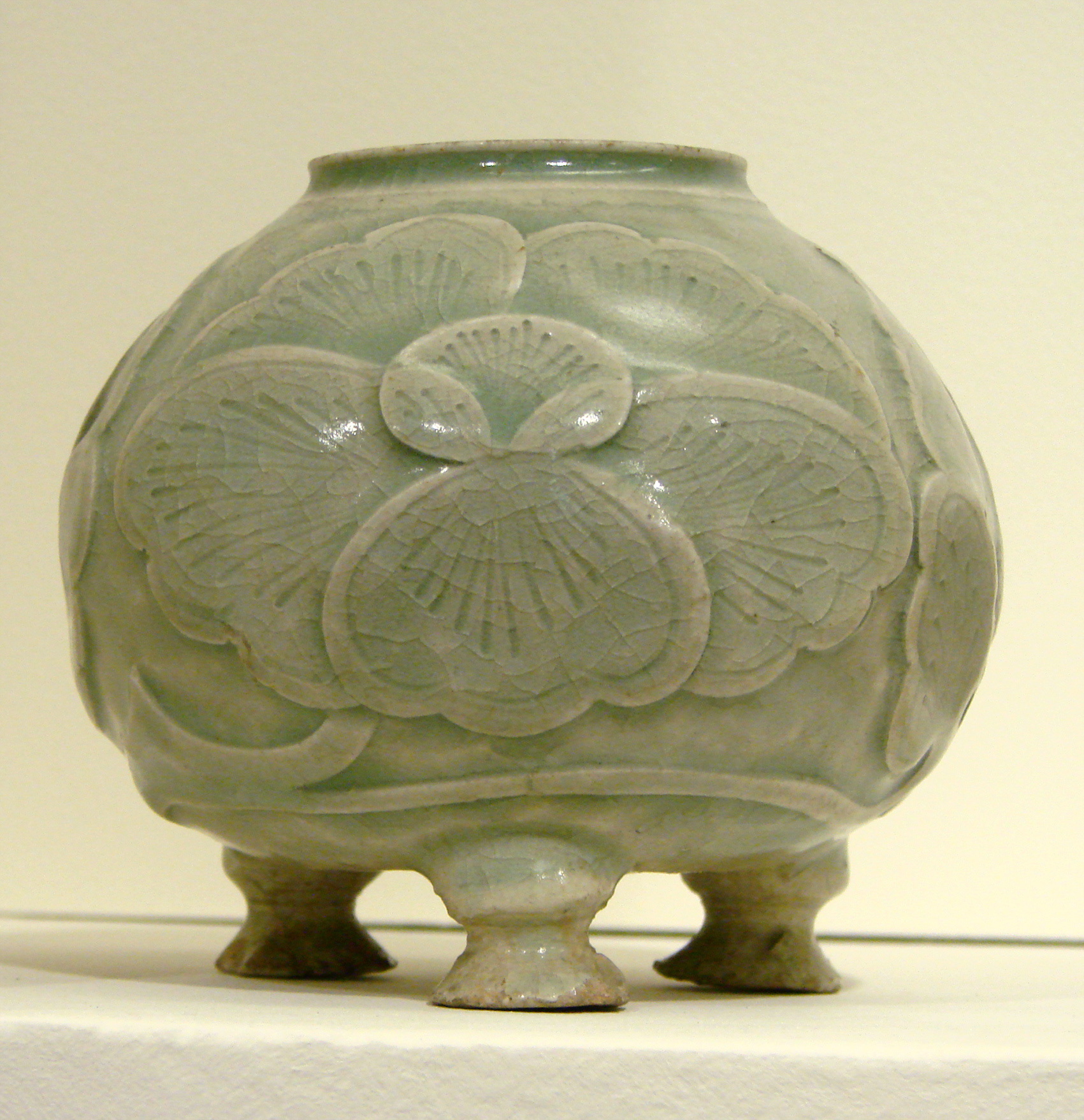
陝西耀州窯青釉瓜楞执壶，於10世紀末燒製
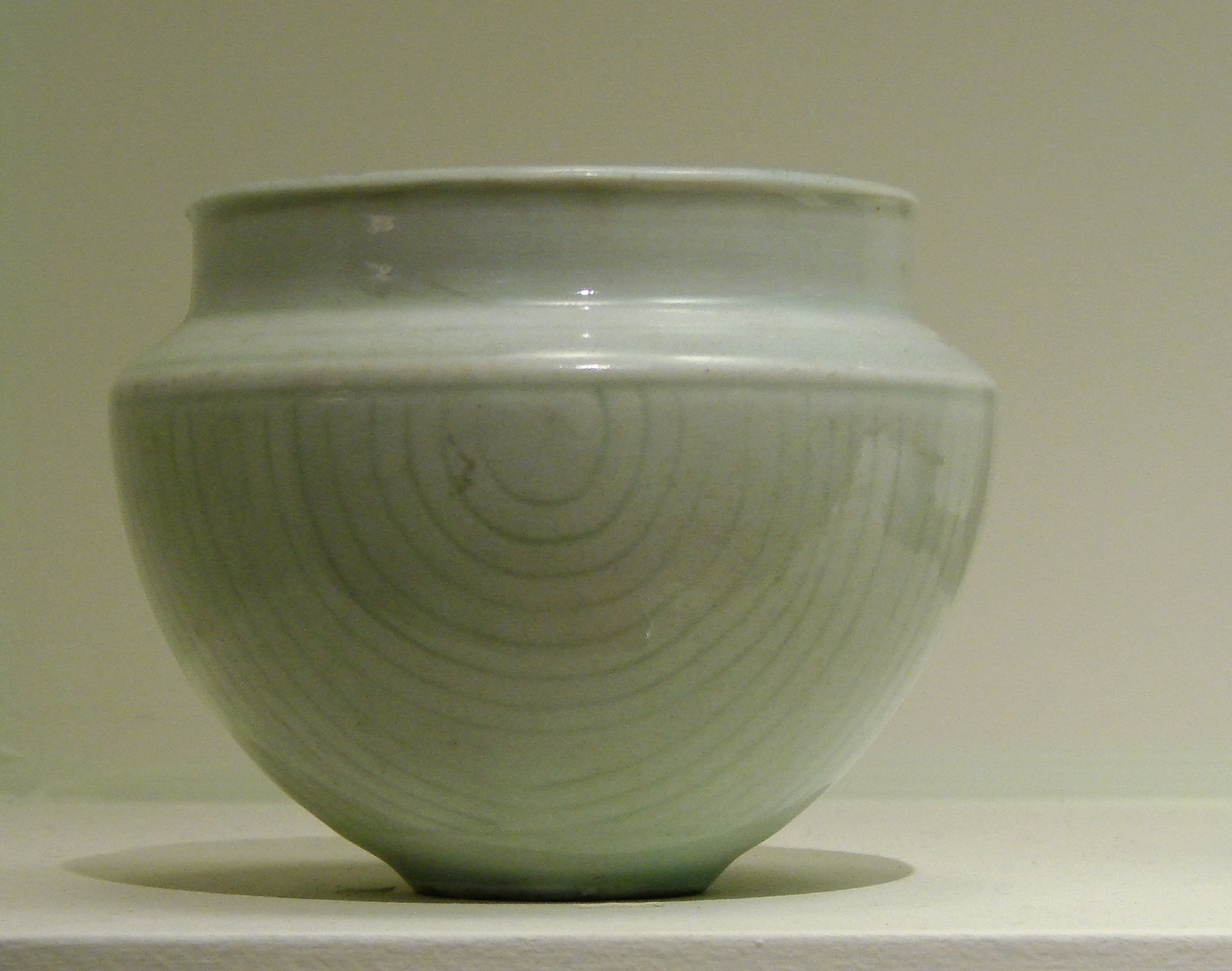
南宋來自景德鎮的青白瓷器
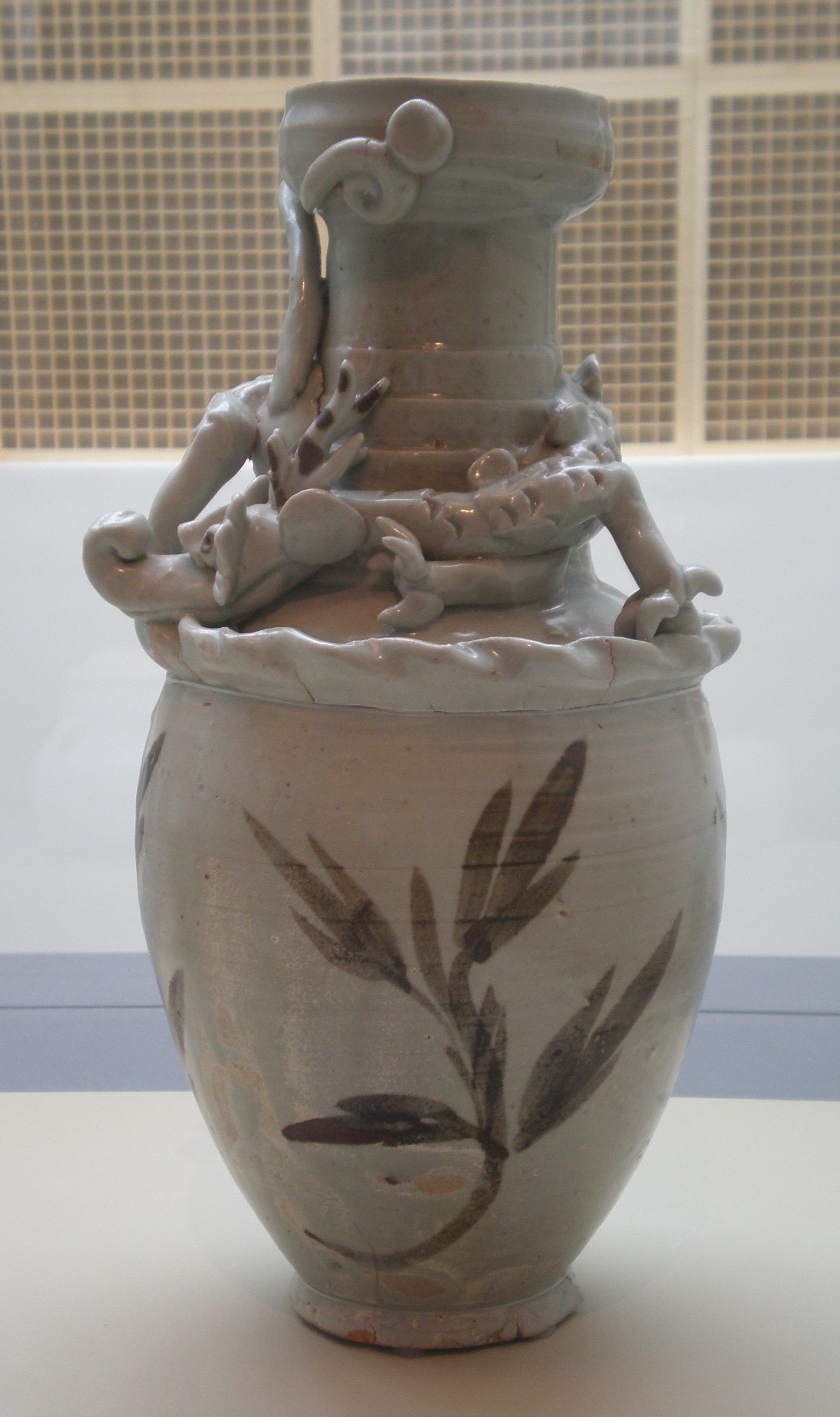
配以花朵與龍的造型的白瓷花瓶
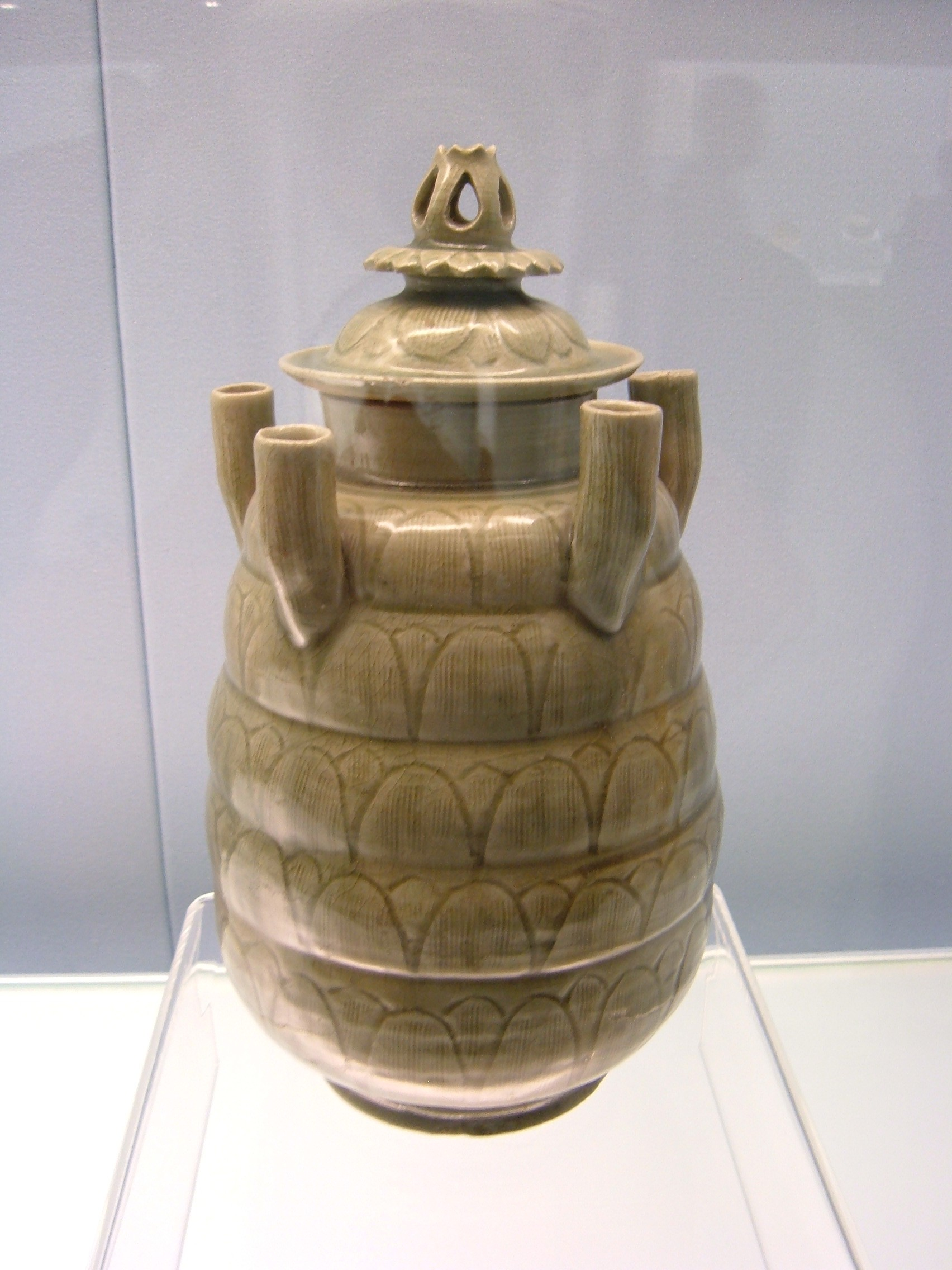
以蓮花襯托的龍泉青瓷
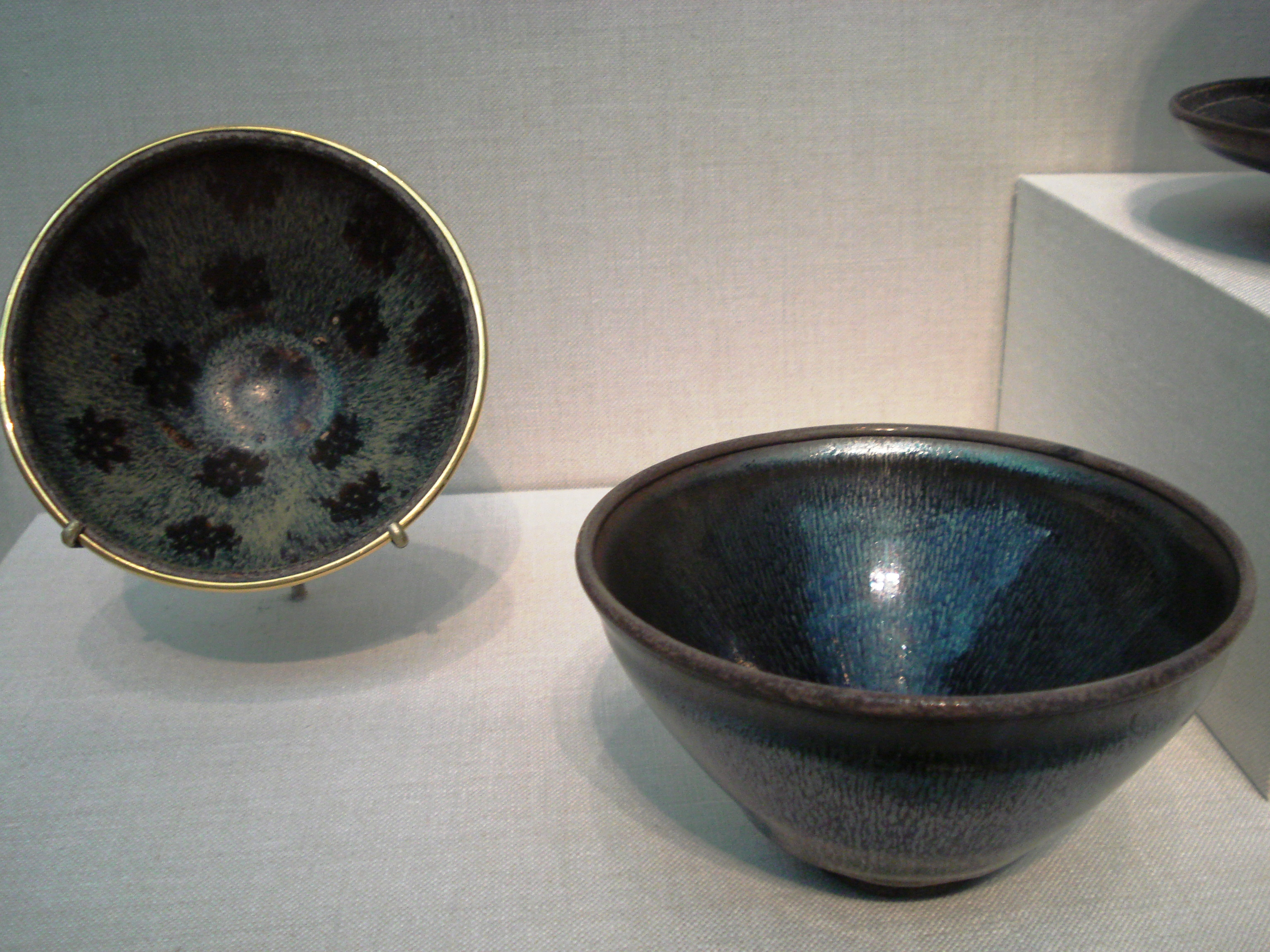
一對黑釉兔毫盞

## 文學與典籍

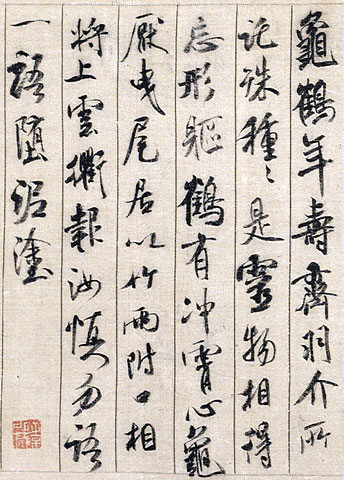
蜀素帖（局部）絹本 墨跡）國立故宮博物院藏

### 文學
在宋代的中國文學作品種類繁多，派別林立，隨著社會發展變得非常繁盛。雖然唐朝早期能以詩被譽為中國文學的高峰，但宋代卻能夠以詞創造另一個高峰。宋代文學人才輩出，有宋代議論先驅梅堯臣，大文豪蘇軾，行為瘋狂的米芾，首位著名女詞人李清照等等。雖然詞始於南梁，但到了宋代卻大受歡迎，成了宋代文學的主要體裁。政治家范仲淹，理學家歐陽修，書法家黃庭堅，領軍文人辛棄疾都是以詞著名。

## 延伸閱讀
- 薛永年. . 人民大學出版社. 2004-10-01. ISBN 7300055117.
- 李雨蒼. . 上海古籍出版社. 2004-09-01. ISBN 7532538788.
- 李開周. . 花城出版社. 2009-01-01. ISBN 7536055536.
- 陳葆真：〈從南唐到北宋--期間江南和四川地區繪畫勢力的發展 （页面存档备份，存于）〉。

## 外部連結
- . 河北大学宋史研究中心.[永久]
- . 明尼蘇達州藝術學院.   [2011-12-20]. （原始内容存档于2008-09-07） （英语）.
- .   [2011-12-20]. （原始内容存档于2007-08-14） （英语）.
- . 大都會美術博物館.   [2011-12-20]. （原始内容存档于2017-10-10） （英语）.
- . 大都會美術博物館 （英语）.